# OCPP
OCPP (англ. Open Charge Point Protocol — открытый протокол зарядной станции) — это протокол прикладного уровня для организации связи между зарядными станциями электротранспорта и центральной системой управления, также известной как сеть зарядных станций, подобно сотовым телефонам в сети сотовой связи.
Протокол является инициативой нидерландской организации «E-Laad». Ее цель состоит в создании открытого прикладного протокола, позволяющего зарядным станциям и системам управления разных производителей связываться друг с другом. Данный протокол используется многими производителями по всему миру.

## Преимущества OCPP
Владельцы зарядных станций становятся менее зависимыми от конкретных поставщиков оборудования: если один производитель перестанет существовать, владелец может переключиться на другого. Предоставление большей свободы выбора и гибкости использования любой сети с любой зарядной станцией позволит, благодаря рыночным механизмам, подтолкнуть производителей оборудования и сетевых провайдеров к борьбе за цены, качество и инновации, что увеличит спрос. В итоге, за счет расширения зарядной инфраструктуры значительную выгоду приобретают водители электротранспорта.
OCPP также упрощает масштабирование и создание сетей, использующих набор различных зарядных станций, так как требует единой операционный системы. Сторонники OCPP, кроме того, упоминают снижение затрат на разработку в связи с тем, что создание программного обеспечения, реализующего дополнительные возможности потребуется единожды. Наконец, улучшится совместимость, минимизируются затраты на интеграцию систем.

## OCPP в США
На сегодня OCPP не настолько широко принят в США, как в Европе и Азии, потому что американский рынок прошел через ряд крупных грантов Министерства энергетики США, позволяющих провайдерам выбирать себе протокол. Тот факт, что большинство провайдеров также являются производителями зарядных станций послужил причиной соперничества несовместимых инфраструктур с закрытыми коммуникационными протоколами.
Министерство энергетики США сделало совместимость сетей своим приоритетом в 2013 году. Был создан новый центр, нацеленный на гармонизацию работы электротранспорта, зарядных станций, систем связи и сетевых систем с электрической сетью: Центр совместимости электротранспорта и умных сетей электроснабжения, расположенный в Аргоннской национальной лаборатории неподалеку от Чикаго.